# Élections législatives de 1956 en Nouvelle-Calédonie
Les élections législatives de 1956 en Nouvelle-Calédonie sont des élections françaises qui ont eu lieu le 2 janvier dans le territoire de la Nouvelle-Calédonie dans le cadre des élections législatives françaises de 1956, sous la IVe République.
Ce sont les dernières élections législatives de la Quatrième république, après les élections de novembre 1946 et de juin 1951.

## Mode de scrutin
Le territoire n'élisant qu'un seul député, le mode de scrutin est uninominal majoritaire à un tour, le candidat arrivé en tête est élu.
Seul environ 60% des mélanésiens en âge de voter peuvent le faire, le suffrage ne sera universel que le 22 juillet 1957.

## Élus
| Député sortant    | Parti | Parti | Député élu ou réélu | Parti | Parti |
| ----------------- | ----- | ----- | ------------------- | ----- | ----- |
| Maurice Lenormand |       | UC    | Maurice Lenormand   |       | UC    |

## Résultats

### Résultats à l'échelle du territoire
|          | UC-IOM   | Maurice Lenormand * | 12 906 | 61,20  |  |  |
|          | Rép. soc | Georges Chatenay    | 7 938  | 37,64  |  |  |
|          | SFIO     | Henri Bastien       | 132    | 0,63   |  |  |
|          |          | Pierre Raighasse    | 110    | 0,52   |  |  |
|          |          |                     |        |        |  |  |
| Inscrits | Inscrits | Inscrits            | 27 553 | 100,00 |  |  |
| Votants  | Votants  | Votants             | 21 366 | 77,55  |  |  |
| Exprimés | Exprimés | Exprimés            | 21 088 | 98,70  |  |  |

* Député sortant